# ONE PIECE ねじまき島の冒険
『ONE PIECE ねじまき島の冒険』（ワンピース ねじまきじまのぼうけん）は、2001年3月3日に公開された日本のアニメーション映画。漫画『ONE PIECE』を原作としたテレビアニメの劇場版第2作目。短編作品「ジャンゴのダンスカーニバル」が同時上映。キャッチコピーは、「仲間も船も、盗まれた!?」。
東映アニメフェアの一作として公開され、同時上映は『デジモンアドベンチャー02 ディアボロモンの逆襲』。興行収入は30億円を記録し、2009年の『ONE PIECE FILM STRONG WORLD』が更新するまでシリーズ最高記録だった。
DVD版は2001年10月21日発売。映画10作目を記念してBlu-ray Disc版が2009年11月21日に発売された。

## ストーリー
とある島でバカンスを楽しんでいた麦わらの一味。しかしそんな中、ゴーイングメリー号が目の前で盗まれてしまった。途中で出会った「泥棒兄弟」から、近辺の海域を荒らしているトランプ海賊団が犯人ではないかと指摘される。一味は彼らが根城にしているねじまき島に向かうが、ナミ、サンジ、ウソップ、ゾロと次々と仲間達がさらわれていく。

## 登場人物

### 麦わらの一味
物語序盤でゴーイングメリー号を盗まれてしまい、泥棒兄弟と出会うまでの一週間はスワンボートで航海していた。服や武器もメリー号に置いていたため、ルフィ以外は結婚式用の貸し衣装を着ていた。サンジは劇場版初登場。
モンキー・D・ルフィ
声 - 田中真弓
ロロノア・ゾロ
声 - 中井和哉
ナミ
声 - 岡村明美
ウソップ
声 - 山口勝平
サンジ
声 - 平田広明

### オリジナルキャラクター

#### 泥棒兄弟
ボロード
声 - 堀内賢雄
世界一の泥棒を目指す兄弟の兄。
一人で航海している時に、海に流されていたアキースを見つけ、共に泥棒をしている（その為本当の兄弟ではない）。ねじまき島にあるダイヤモンドクロックを盗もうとしたが、最初からそれには興味は無く、島の住民を助け、アキースを故郷に帰すのが目的だった。左手は過去にアキースを助けた際に失い、機械の義手になっている。素手だけでトランプ海賊団の下っ端を蹴散らすなどそれなりに腕が立つ。風や波を操ることに長けている。
ゴーイングメリー号を盗みトランプ海賊団に引渡し、ルフィたちをトランプ海賊団を倒すよう差し向ける。ルフィたちが天井の罠にかかった際、ゴーイングメリー号を盗んだことを自白し、気絶したアキースを置き一人でベアキングの元に向かう。全身にダイナマイトを巻きトランプ海賊団を道連れにしようとしたが、ベアキングから島のねじのことを言及されたことでためらい、一方的に痛めつけられてしまった。トランプ海賊団が倒された後、アキースを島に残し一人で旅立とうとしたが、船に忍び込んでいたアキースと再び泥棒を続けることになった。
アキース
声 - 矢島晶子
世界一の泥棒を目指す兄弟の弟。
機械の扱いに長けた少年。ねじまき島出身で、まだ赤ん坊の時に、両親（声 - 郷里大輔、島本須美）がトランプ海賊団から逃がす為に海に流された。ボロードに拾われた際に持っていたダイヤモンドクロックと同じメロディが流れるオルゴールを大事にしている。まだ子供で戦う力は無いからと兄であるボロードに助けて貰って当然、と当初は歪んだ性格をしていたが、ウソップに諭され勇敢な男になると決意する。トランプ海賊団の下っ端に襲われ一旦は気絶するも、ボロードの危機には自ら盾になる覚悟を見せた。トランプ海賊団が倒された後、両親と再会を果たすが再びボロードに同行する。

#### トランプ海賊団
海賊旗は熊のマーク。ねじまき島を占領し、島民に兵器を作らせ苦しめていた。トランプ5兄弟の名前にはトランプに関する言葉が含まれており、それ以外の船員はトランプの格好をしているのが特徴。
ベアキング
声 - 玄田哲章
トランプ海賊団船長。トランプ5兄弟の1人。トランプモチーフはキング。懸賞金1160万ベリー。
熊の顔をあしらった王冠を被っている。自身の思いどおりに行かないと気が済まない卑劣漢で、一目惚れしたナミにフラれたことを腹いせに彼女を殺そうとした。一人称は「おれ様」。
超人系悪魔の実「カチカチの実」の能力者で、体を鋼鉄のように硬くすることができる。また、腕を発熱させることもできる。
7年前にねじまき島を占拠し、島のねじを牛耳ることで住民たちを脅し、長年強制労働させていた。ナミを取り返しにきたルフィと対決し、鋼鉄の体で優位に進める。しかし、ボロードを身を挺して守ったアキースを馬鹿にする発言をしたことで、ルフィの怒りを買い最後は大量殺戮兵器「キング砲」を発射するも、ルフィの「ゴムゴムのスクリュー」で跳ね返され、受け止めるものの押し合いに負け、キング砲ごと転落し大破。同時にねじまき島も崩壊し、海に沈没した。

ピンジョーカー
声 - 田中秀幸
トランプ5兄弟の1人。トランプモチーフはジョーカー。懸賞金990万ベリー。
顔に大きな傷があるレイピア使いの剣士。剣術と合わせて、体を麻痺させる毒針を使う。一人称は「拙者」。「～ござる」口調と諺を多用する口癖が特徴だが、諺を全て間違えて覚えている。顔の傷は過去ゾロに敗れ、つけられた傷であると当人は語りゾロとの再戦を望んでいる（ゾロ本人は傷の件どころか彼自身をまったく覚えていなかったほか、特に本作でその傷の過去について具体的にどうゾロに負けてつけられたのかの回想等は一切されておらず、ピンジョーカーの勘違いや妄想による逆恨み八つ当たりの可能性すらある）。
トランプ城内で天井の罠にかかったルフィとゾロの前に現れ、鉄格子でゾロの攻撃を阻み一度は彼を仕留める。しかし、3本の刀を取り戻したゾロの鬼斬りの前に敗れ去る。

ハニークイーン
声 - 林原めぐみ
トランプ5兄弟の1人で唯一の女性メンバー。トランプモチーフはクイーン。懸賞金780万ベリー。
色香漂う巨乳の美女。超人系悪魔の実「トロトロの実」の能力者で、体を液体状にすることができる。この能力は衣服に作用せず、液体化して移動などを行うと全裸になってしまうが、それに恥じらいを感じている様子はない。城から出るときは能力を活かしてパイプの中を通り、服はブージャックに運ばせるスタイルをとる。
海上でナミをベアキングの花嫁にするため誘拐する。ねじまきタウンではブージャックと共にルフィたちを襲撃した。仲間達が次々と倒されて行ったことに怖気づいて能力で逃走を図るも、ナミの仕掛けた罠にはまってビン詰めにされ、閉じ込められた。その後の消息は不明。
スカンクワン
声 - 青野武
トランプ5兄弟の1人。トランプモチーフはエース。懸賞金600万ベリー。
吸うと体が動かなくなる非常に臭い悪魔のガスを噴射する特殊なスーツを着用している。ガスの噴射圧力で飛行も可能。一人称は「ミー」、口癖は「～ガス」。先述とは裏腹に本人も臭いものが苦手。
城門を突破してきたルフィたちを迎え撃ちウソップを倒す。メリー号での再戦でもウソップを追い詰めていくが、最後はガスの噴射口に火炎星を撃ち込まれ爆発した。
ブージャック
声 - 田の中勇
トランプ5兄弟の1人。トランプモチーフはジャック。懸賞金320万ベリー。
ブタの顔をあしらった帽子を被っている太った男。よくなぞなぞをだすが、実際は「海賊王になるのは誰か」などなぞなぞの体をなしていないものばかり。一人称は「ボク」、口癖は「～ゾナ」。常に汗だく。移動には一輪車を使用する。武器はトゲ付きの鎧で、丸まって防御しながら体当たりしてくる。
ナミをさらった張本人。ねじまきタウンではハニークイーンと共にルフィたちを襲撃し、ビーチサンダルを履いたサンジをトゲ付きの玉で仕留める。トランプ城内での再戦時は、サンジを「弱い男」と侮辱したことで彼の怒りを買い、クツを取り戻したサンジの怒りの連続攻撃により倒された。
ダニー、ドニー、デニー（ハイエナ三人衆）
声 - 稲田徹、菅沼久義、龍谷修武
トランプ海賊団の部下。前作ではエルドラゴの部下だった。キング砲の完成をベアキングに報告した。なお、ハイエナ三人衆がどうなったのかは不明である。

## ジャンゴのダンスカーニバル
同時公開された短編映画。上映時間5分。パラパラの振り付けのダンスが描かれる。本作ではジャンゴの声を高木渉が担当している（TVアニメシリーズの担当声優は矢尾一樹。後にTVアニメシリーズ第1121話でも体調不良だった矢尾の代役として、高木が再び担当している）。
舞台はミラーボールアイランド。身を隠していたジャンゴは酒場であっさり見つかり、海軍に追われてしまう。偶然居合わせたルフィ達も手配されていたため、追われることになる。

## スタッフ
- 製作 - 高岩淡、泊懋、山下秀樹、宮内正喜、柴崎誠
- 原作 - 尾田栄一郎
- 企画 - 清水慎治、鷲尾天
- 脚本 - 橋本裕志
- 音楽 - 田中公平
- 製作担当 - 本間修
- 編集 - 福光伸一
- 録音 - 二宮健治
- デジタル撮影監督 - 若尾卓見
- CGディレクター - 猪原英史
- 助監督 - 古賀豪
- 色彩設計 - 塚田劭
- 美術監督 - 芳野満雄
- キャラクターデザイン・作画監督 - 井上栄作
- 監督 - 志水淳児

## 主題歌
『ねじまき島の冒険』
「Believe」
作詞 - 谷穂チロル / 作曲・編曲 - GROOVE SURFERS / 歌 - Folder5

『ジャンゴのダンスカーニバル』
「Ready!」
作詞 - C.CLOSE / 作曲・編曲 - GROOVE SURFERS / 歌 - Folder5

## 受賞歴
- 第19回ゴールデングロス賞優秀銀賞[6]